# Hoya lockii
Hoya lockii är en oleanderväxtart som beskrevs av V.T.Pham och Aver.. Hoya lockii ingår i släktet Hoya och familjen oleanderväxter. Inga underarter finns listade i Catalogue of Life.